# 国展駅
座標: 北緯40度02分38秒 東経116度31分43秒 / 北緯40.044度 東経116.5286度
国展駅（こくてんえき）は北京市順義区に位置する北京地下鉄15号線の駅である。

## 歴史
- 2010年12月30日 - 開業。
- 2016年4月30日 - 北京モーターショー開催に伴い一日の降車人員が13.3万人を超え、平常時の土休日と比較して560%増となる。開催期間中はコンコースの西側を入口専用、東側を出口専用とする一方通行として乗客の誘導にあたった。

## 駅構造

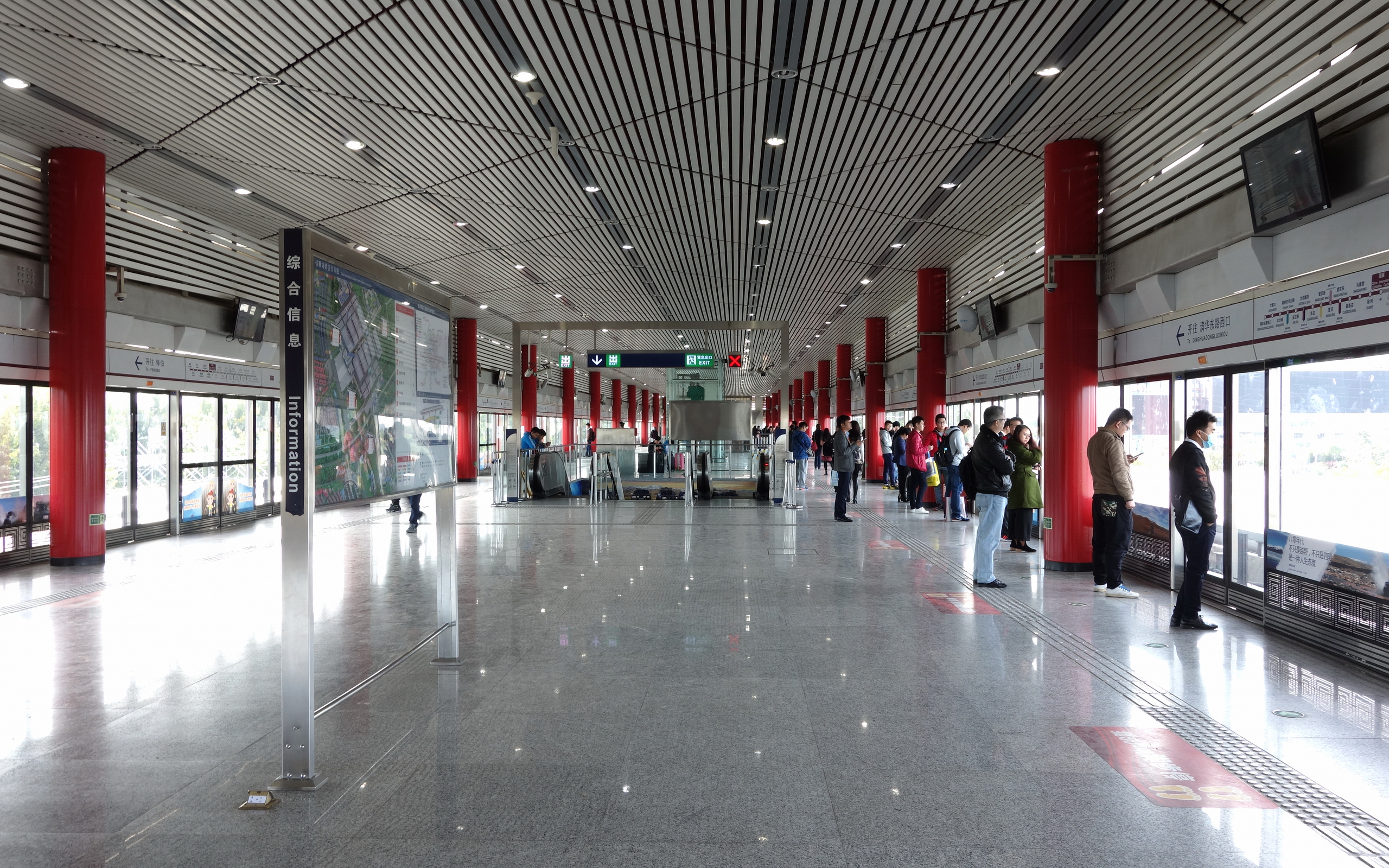
ホーム

島式ホーム1面2線を有する高架駅である。中国紅を基調としている。
| F2 | ■南行き                      | ← ■15号線清華東路西口駅方面 （孫河駅） |
| F2 | 島式ホーム、左側のドアが開く |                                        |
| F2 | ■北行き                      | → ■15号線俸伯駅方面 （花梨坎駅） →     |
| F1 | 大堂                         | 出入口、改札口、駅事務所               |

## 駅周辺
- 中国国際展覧中心（中国語版）新館

## 隣の駅
北京地下鉄
■15号線
孫河駅 - 国展駅 - 花梨坎駅